# 処方
| ウィキペディアには「処方」という見出しの百科事典記事はありません（タイトルに「処方」を含むページの一覧/「処方」で始まるページの一覧）。 代わりにウィクショナリーのページ「処方」が役に立つかもしれません。 |